# Hostavický potok
Hostavický potok je potok tekoucí od Dolních Měcholup do Hostavic. Tok potoka je v mnoha místech uměle regulován po revitalizacích v osmdesátých letech 20. století. Tehdy byl potok v několika místech napřímen, bylo vybetonováno koryto a některé jeho části byly svedeny pod zem; nejdelší zatrubněný úsek měří asi 400 metrů a nachází se na území Hostavic. Další revitalizace proběhly v roce 2015 v oblastech Dolních Počernic a retenční nádrže Slatina.

## Průběh toku
Potok pramení severně od Dolních Měcholup, odkud teče do retenční nádrže Slatina. Odtud pokračuje k Dolním Počernicím, nedaleko od nichž se do něj levostranně vlévá Štěrboholský potok. Dále potok protéká přes Hostavice a nedaleko za nimi se vlévá do Rokytky.